# Stádlec
Stádlec település Csehországban, a Tábori járásban. Stádlec Rataje, Bernartice, Dobronice u Bechyně, Bečice, Řepeč, Malšice és Opařany településekkel határos. Lakosainak száma 587 fő (2024. január 1.).

## Népesség
A település lakosságának változását az alábbi diagram mutatja:
| Lakosok száma | 1515 | 1421 | 1361 | 952  | 725  | 611  | 569  | 570  | 587  | 587  |
|               | 1869 | 1890 | 1921 | 1950 | 1980 | 2001 | 2017 | 2019 | 2022 | 2024 |